# 尹國駒
尹國駒（葡萄牙語：Wan Kuok Koi；1955年7月29日—），綽號崩牙駒、駒哥，澳門商人、澳門國瀛貴賓會老闆，澳門黑社會14K組織之頭目，被喻為權力大過澳門總督，被《时代》称作「澳葡末期教父」，活躍於1990年代澳門回歸前夕。2020年被美國列入《特別指定國民和被封鎖人員》通輯名單進行制裁。

## 生平

### 早年
尹國駒出生於澳門西北部的半島青洲之貧民區，在五兄弟姐妹中排行老大，父亲为自来水厂工人，母亲为火柴厂工人。尹国驹十岁左右迫于生计辍学，在酒楼打工帮补家用。十五岁时，跟几名朋友做炒卖黄牛戏票的生意，以此在十六岁买了一部电单车。据传当时年少气盛的的他，时常到处和人斗车，一次练车时发生意外，一只门牙就此崩碎，因此被朋友谑称为“崩牙仔”。

### 黑幫生涯
1980年代，尹国驹因结识14K小头目“黑仔华”，正式踏入黑帮，初期仅是负责收赃、爆窃的喽啰，后来凭借在赌场放高利贷，以及涉足地产业等，慢慢崛起成为叱咤一方的黑道大佬。1990年代，尹国驹因与另一黑道帮派争夺赌场地盘，严重影响了当地治安。澳门警方为此发出通缉令，透过国际刑警全球通缉，但该通缉令在发出后不久即被撤销。
尹國駒曾於1998年接受《時代週刊》及《新聞週刊》採訪，並提及澳門黑社會及承認自己是「江湖人士」，更自資開拍自傳式電影《濠江風雲》，由香港演員任達華、方中信等主演。然而，這些高調的行事作風亦成為後來法庭審判尹國駒時的重要證物。。

### 被捕入獄
1998年5月，澳葡政府司法警察司司長白德安（António Francisco Marques Baptista）之座駕被炸，尹國駒被指涉案，於第二天高調以涉嫌多宗幫派毆鬥、血案、槍擊案、恐嚇而被捕。1999年，被澳門法院裁定以參與黑社會、放高利貸、洗黑錢、擁有軍火、非法賭博等罪名成立入獄，並被判囚15年，後經上訴減刑至13年10個月，期間囚禁於澳門監獄（前稱路環監獄）內一所高度設防之獨立倉 。同案10人中的另外8人也被判罪名成立，分別需監禁5年半至10年刑期不等。

### 出狱后
2012年12月1日，尹國駒出獄，此后行事较低调，以商人身份活动于东南亚。2017年澳門立法會選舉中，尹在《澳門日報》發表聲明表態不會支持任何候選人以及支持廉潔選舉。12月23日，尹國駒原本和友人前往新加坡參觀美資企業新加坡濱海灣金沙，在抵達新加坡樟宜國際機場時被新加坡移民與關卡局人員拒絕入境，折返澳門。
2018年5月20日，尹國駒於柬埔寨金邊主持洪門大會2018，宣佈成立世界洪門歷史文化協會總部，及以洪門的名義發行加密貨幣「洪幣」，發行總量為10億枚。
2020年12月10日，美國財政部宣佈根據《全球馬格尼茨基人權問責法》  制裁尹國駒以及3間由他控制的公司，將其列入《特別指定國民和被封鎖人員》名單，并称其是中国政协委员，利用“一带一路”倡议掩护旗下组织在东南亚各国的罪行。中国外交部發言人華春瑩回应称尹國駒是「黑幫頭目」，否认他是政協委員，称是美方造谣抹黑中国。
美國國會獨立智庫美國和平研究所發表的報告称，尹國駒借一帶一路計劃作包裝，在緬甸搞非法賭場項目，並透過與當地軍隊組織合作取得土地等資源，在黑白二道遊走，以不法手段賺盡利益。根據德國之聲記者調查，尹國駒是緬北電信詐騙集團背後的主使者，KK園區的實際控制者。經由支持中國政府的一帶一路計劃，為了中國共產黨服務，因此得到中國政府的背後支持。

## 家庭
母亲：陳麗萍

弟弟：尹國雄、尹國良

妹妹：阿燕、阿菲

妹夫：周志文

前妻：Loana/Loann。育有一子

前妻：建安娜。育有两子一女

妻子：楊愛貞。育有一女

女朋友：葉嘉怡。育有一子

外孙女：楊嘉欣

## 相關影視角色
- 《濠江風雲》（1998年）：劇中的尹志巨角色影射尹國駒。